# Xie Wang Zhui Qi
Xie Wang Zhui Qi (кит.: 邪王追妻; англ. The Demonic King Who Chases His Wife; укр. Демонічний король, який переслідує свою дружину) — китайське дунхуа, створене на основі однойменного веб-роману письменниці Су Сяо Нуан, від студії Big Firebird Culture в жанрах Фентезі; Сянься; Уся; та Романтика. Анімаційний серіал транслювався на китайській онлайн-відеоплатформі iQIYI в 2019-2022 роках. 

## Сюжет
Су Ло, — сучасна дівчина та майстер бойових мистецтв, після її трагічної смерті потрапляє у давній світ культивації, де вона перевтілюється в тілі приниженої та слабкої дівчини із аристократичної родини, яку всі вважають безталанною та непотрібною. Але вона використовує свій гострий розум, сильну волю та свої унікальні здібності в алхімії та бойових мистецтвах, що швидко змінює ставлення до неї. До того ж її доля переплітається з могутнім та норовливим принцом — Нань Ґун Лін Юнем, який отримав прізвисько «Демонічний король» через свою жорстку вдачу та безкомпромісність. Їхні стосунки починаються з конфліктів та непорозумінь, але поступово між героями виникає взаємна повага, а згодом — і кохання.